# Ljubaviči
Ljubaviči (russo Люба́вичи; bielorusso Любаві́чы; yiddish לובאוויטש, Lyubavitsh) è un villaggio del distretto Rudnjanskij nell'oblast' di Smolensk, in Russia. È noto a livello internazionale soprattutto per essere stata la prima sede del movimento religioso chassidico Chabad-Lubavitch, a cui ha dato il nome.

## Storia
L'insediamento esiste con certezza almeno dal 1654, e fino al 1772 fece parte della Confederazione polacco-lituana. Dopo l'annessione alla Russia imperiale, divenne uno shtetl dell'ujezd di Orša, nel governatorato di Mogilëv. Per due settimane nel 1812 fu occupato dalle truppe napoleoniche. Nel 1857 contava 2 500 abitanti, in maggioranza ebrei e bielorussi. Agli inizi del XX secolo il villaggio annoverava la fiera più importante del governatorato, con incassi di oltre 1,5 milioni di rubli.
Con l'arrivo del comunismo, la sua nota comunità religiosa chassidica abbandonò Ljubaviči coi suoi capi, e la relativa popolazione ebraica diminuì gradualmente e si secolarizzò. Il 4 novembre 1941, 483 ebrei locali furono massacrati dai nazisti e dai loro collaboratori, terminando la presenza storica degli ebrei nel villaggio. Ljubaviči esiste ancora oggi anche se con una popolazione molto più ridotta.

## Monumenti e luoghi d'interesse
- Chiesa Ortodossa dell'Assunzione, della metà del XVIII sec., originariamente uniate, interessante esempio di rielaborazione del barocco vilnense[1].